# Liesbeth Goedbloed
Liesbeth Goedbloed (Maassluis, 1981) is een Nederlandse schrijver, vertaler en dichter.

## Carrière
Goedbloed groeide op in een streng-reformatorisch milieu, verbonden aan de Gereformeerde Gemeenten. Naar eigen zeggen lazen ze thuis "zeven keer per dag de Statenvertaling". Als dertiger sloot zij zich aan bij de Oud-Katholieke Kerk.
Vanaf haar tienertijd begon ze poëzie te schrijven. Ze studeerde Taal- en Cultuurstudies aan de Universiteit van Utrecht. Ze publiceerde sindsdien diverse gedichten in onder meer het literaire tijdschrift Liter, diverse liedteksten voor het project Psalmen voor Nu en Schrijvers voor Gerechtigheid, vertaalde enkele boeken en is columnist voor het Nederlands Dagblad.
Samen met Rien van den Berg maakte ze een drietal bloemlezingen.
In 2009 publiceerde Goedbloed een 'onalledaags' dagboek waarbij ze diverse wijsheden en fragmenten uit de wereldliteratuur verzamelde en deze koppelde aan citaten uit de Bijbel.
Vervolgens nam ze negen jaar de tijd om te werken aan haar debuutroman Broeder Ezel, die in november 2018 werd uitgegeven bij uitgeverij Mozaïek. De titel verwijst naar hoe Franciscus van Assisi het menselijk lichaam noemde. De hoofdpersoon Anna gaat op reis met een ezel om een soort offer te brengen. 
In 2022 verscheen haar tweede roman Zonder ons geen nieuwe dag, over de verweesde jongen Raaf die samen met zijn duif door Rotterdam dwaalt. Zijn moeder is nog maar net overleden en nu hij is wanhopig op zoek naar zijn vader, die een tijdje geleden is vertrokken en alleen een nietszeggend briefje heeft achtergelaten.